# Nefesh B'Nefesh
Nefesh B'Nefesh (en hebreu: נפש בנפש‎) és una organització sionista creada en l'any 2001. És una organització sense ànim de lucre que funciona en els Estats Units d'Amèrica, Canadà i el Regne Unit, el seu objectiu principal és promoure la immigració jueva a l'Estat d'Israel.

## Galeria

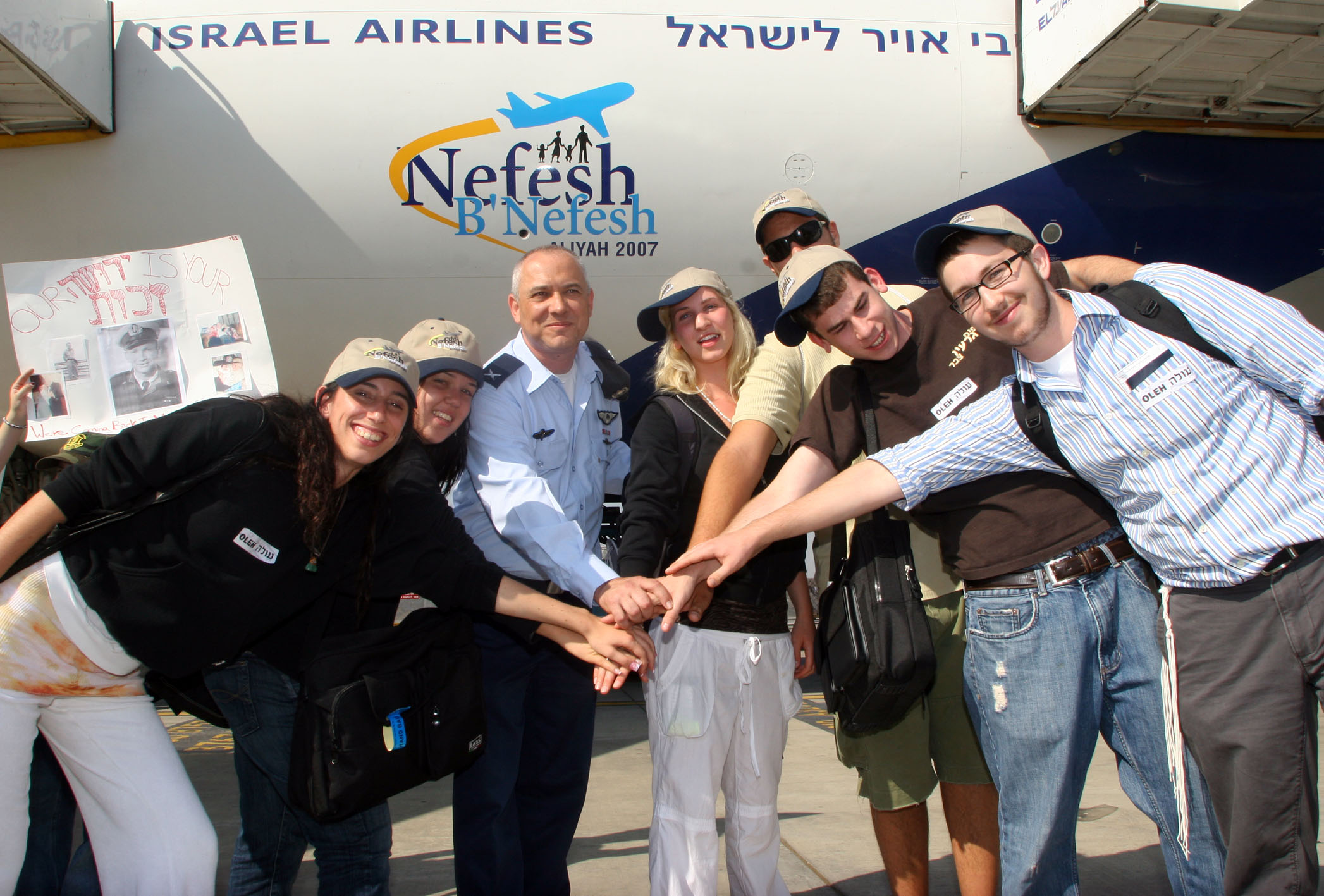
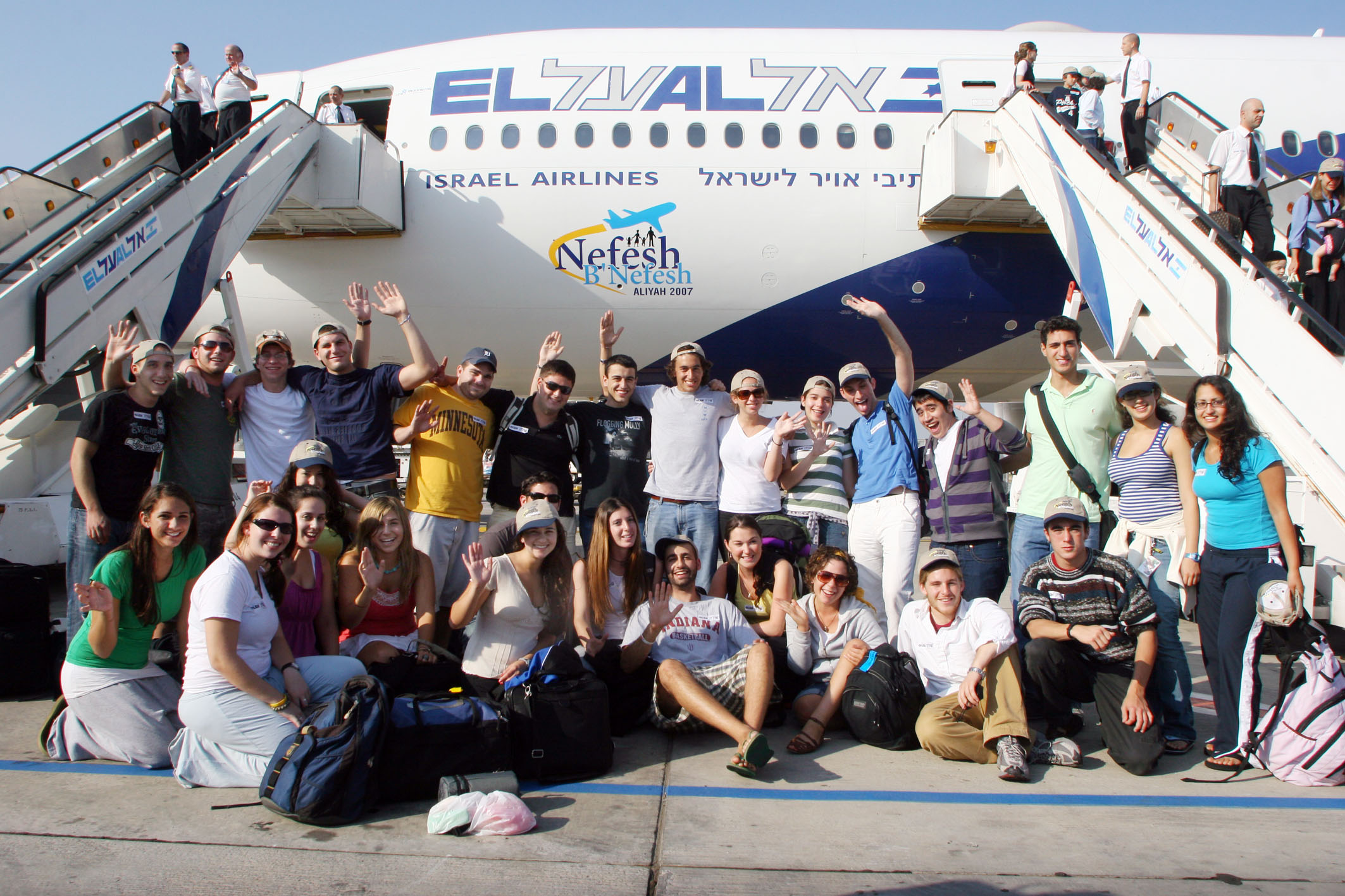